# Neurachne lanigera
Neurachne lanigera är en gräsart som beskrevs av Stanley Thatcher Blake. Neurachne lanigera ingår i släktet Neurachne och familjen gräs. Inga underarter finns listade i Catalogue of Life.